# Slaget ved Magersfontein
 Der er for få eller ingen kildehenvisninger i denne artikel, hvilket er et problem. Du kan hjælpe ved at angive troværdige kilder til de påstande, som fremføres i artiklen.

Slaget ved Magersfontein blev udkæmpet under den Anden Boerkrig den 11. december 1899 ved Magersfontein nær Kimberley i Sydafrika ved grænsen mellem den daværende Kapkoloni og den uafhængige republik Oranjefristaten. Op til slaget havde britiske styrker under generalløjtnant Lord Methuen rykket frem mod nord langs jernbanen fra Capetown for at undsætte briterne i Kimberly, der var belejret af boernes styrker. Briternes fremrykning mod Kimberly blev imidlertid stoppet ved Magersfontein af boernes styrker, der har etableret stillinger foran og i de omkringliggende højdedrag. Briternes fremrykning var tidligere blevet stoppet også ved Modder River.
Magersfontein består af en række højdedrag i et slettelandskab. Boerne havde forskanset sig i skyttegrave foran højderne, noget der var en helt ny taktik, og blev ikke ramt i det hele taget af briternes artilleri, som var indstillet på selve højderne. Da de skotske regimenter rykkede frem i løbet af natten, blev de udsat for præcis ild fra boernes linjer og slaget blev et alvorligt nederlag for Storbritannien.
I dette slag deltog en skandinavisk styrke på boernes side, som bestod af både svenskere og finlandssvenskere.[kilde mangler] Styrken lå foran boernes linjer og blev hårdt ramt i løbet af slaget. De døde blev begravet på stedet, og flere mindesmærker findes på slagmarken.
Briterne mistede totalt 971 mænd, mens boerne havde 250 dræbte og sårede, af disse var 44 skandinaver.
28°58′S 24°42′Ø / 28.97°S 24.7°Ø